# Ichneumon rubriornatus
Ichneumon rubriornatus es una especie de insecto del género Ichneumon de la familia Ichneumonidae del orden Hymenoptera.

Fue descrita científicamente por primera vez en el año 1904 por Cameron.
Se encuentra en África, principalmente en el sur.